# انتونيو ليشا ماتيوس
انتونيو ليشا ماتيوس (بالإسبانية: Antonio Lechuga Mateos)‏ (15 فبراير 1988 بشريش في إسبانيا - ) هو لاعب كرة قدم إسباني في مركز حراسة المرمى. لعب مع نادي بورغوس ونادي خيريث ونادي غوادالاخارا ودوكسا كاتوكوبياس ‏ وXerez CD B ‏.

## وصلات خارجية
- انتونيو ليشا ماتيوس على موقع قاعدة بيانات كرة القدم.إي يو (الإنجليزية)
- انتونيو ليشا ماتيوس على موقع Soccerway.com (الإنجليزية)
- انتونيو ليشا ماتيوس على موقع AS.com (الإسبانية)